# Simon Amstell
 Der er for få eller ingen kildehenvisninger i denne artikel, hvilket er et problem. Du kan hjælpe ved at angive troværdige kilder til de påstande, som fremføres i artiklen.

Simon Amstell er en britisk stand-upkomiker, der var i tv allerede som lille. Han er tv-vært, stand-upper, writer m.m. Han bruger ofte ironi og sarkasme i sin humor. Han var med i serien Grandma's House, som han også var medforfatter til. Serien havde seks afsnit. Programmet var en blanding af fiktion og virkelighed.
Simon har længe været åben om, at han er homoseksuel og jøde. Han har nævnt det i artikler, i sit stand-up materiale og i Never Mind The Buzzcocks.

## Karriere

### Popworld
Simon blev først kendt som en af værterne på programmet Popworld fra 2000 til 2006. I programmet blev popstjerner interviewet. I Popworld gik Simon dem på klingen, og det er kendt (også fra ham selv), at han fik Britney Spears til at græde i et interview, hvilket han nævner i programmet Never Mind The Buzzcocks.

### Never Mind The Buzzcocks
Simons helt store gennembrud kom, da han blev vært på programmet Never Mind The Buzzcocks i 2006. Han havde inden været gæst flere gange samt været gæstevært en enkelt gang. Programmet opnåede kultstatus med Simon som vært. Han fortsatte her sin drilske facon. Han gjorde grin med deltagerne i programmet og havde altid et trick i ærmet. En af gæsterne Preston fra bandet The Ordinary Boys udvandrede fra udsendelsen, efter at Simon læste pinlige dele op fra Prestons kones bog. Simon fik dog også sin egen medicin at smage, da en af deltagerne i en udsendelse viste et pinligt klip med Simon som ganske lille. 
Simon annoncerede via sin mail-liste i 2009, at han ville forlade Buzzcocks til fordel for andre projekter.   

## Awards
Simon har været BAFTA-nomineret og vundet adskillige priser for sin præstation som vært for Never Mind The Buzzcoks samt skaffet flere priser til programmet:
- Royal Television Society Award for Best Entertainment Performance
- 2 British Comedy Awards for Best Comedy Entertainment Personality and Best Comedy Entertainment Series
- Best Entertainment Programme (Buzzcocks, i perioden med Simon som vært)
- Never Mind the Buzzcocks blev valgt som 36th best TV show of the decade by The Times (pga Simon)

## Stand-up
Simon er stand-up-komiker og har udgivet dvd'en Do Nothing. Han arbejder ifølge hans hjemmeside på materiale til en tour i 2012.